# George Lingham
George Alexander Lingham (Melbourne, 1898. november 30. – Putney, 1982. július 22.) ausztrál ászpilóta.

## Élete

### Ifjúkora
Lingham 1898 november 30-án született Victoria államban, Melbournevárosában.

### Katonai szolgálata
Katonai előmenetele ismeretlen, ám feltehetően 1917-ben kezdte meg szolgálatát a Royal Flying Corps (Brit Királyi Repülő Hadtest) kötelékében.
Lingham Angliába ment, ahol a 43. brit repülőszázadhoz került. Sopwith Camel típusú géppel repült, amellyel 1918. március 9-én szerezte meg első légi győzelmét egy DFW C típusú német gép lelövésével. Négy napra rá 13-án La Bassée közelében egy Albatros D.V típusú gépet kényszerített földre. 1918. április 6-án és 12-én szerezte meg 3. és 4. légi győzelmét egy Fokker Dr.I és egy újabb Albatros D.V lelövésével. 1918. május 3-án aratta 5. légi győzelmét (egy Pfalz D.III-as lelövésével), amellyel megszerezte az ászpilóta minősítést.
Utolsó légi győzelmét június 10-én szerezte. Később megkapta a Kiváló Repülő Kereszt kitüntetést.
További életéről nincs adat.

### Légi győzelmei
| Sorszám | Dátum             | Egység                | Repülőgép     | Ellenfél     |
| ------- | ----------------- | --------------------- | ------------- | ------------ |
| 1       | 1918. március 9.  | 43. brit repülőszázad | Sopwith Camel | DFW C        |
| 2       | 1918. március 13. | 43. brit repülőszázad | Sopwith Camel | Albatros D.V |
| 3       | 1918. április 6.  | 43. brit repülőszázad | Sopwith Camel | Fokker Dr.I  |
| 4       | 1918. április 12. | 43. brit repülőszázad | Sopwith Camel | Albatros D.V |
| 5       | 1918. május 3.    | 43. brit repülőszázad | Sopwith Camel | Pfalz D.III  |
| 6       | 1918. június 10.  | 43. brit repülőszázad | Sopwith Camel | Albatros D.V |